# Le Quotidien (film)
Pour plus de détails, voir Fiche technique et Distribution.
 Le Quotidien est un documentaire français réalisé par Raymond Depardon, sorti en 2005. C'est le second volet de la série Profils Paysans

## Synopsis
Raymond Depardon filme en Lozère, en Ardèche et en Haute-Loire le quotidien de plusieurs familles d'agriculteurs. Dans ces régions victimes de l'exode rural, les problèmes de transmission du patrimoine se font de plus en plus pressants. Certaines exploitations deviennent des résidences secondaires. Le cinéaste rend hommage à ces hommes et ces femmes qui risquent de basculer dans l'oubli.

## Fiche technique
- Titre : Le Quotidien
- Réalisation : Raymond Depardon
- Image : Raymond Depardon
- Montage : Simon Jacquet
- Son : Claudine Nougaret
- Mixage : Christophe Vingtrinier
- Production : Palmeraie et Désert, Claudine Nougaret
- Distribution : Ad Vitam
- Pays d'origine :  France
- Format image : 1.66 : 1
- Format Son : Dolby SRD/DTS
- Genre : documentaire
- Durée : 95 minutes
- Date de sortie : 
  - France - 23 février 2005

## Distribution
Dans leur propre rôle:
- Marcel Privat, Raymond Privat, Alain Rouvière
- Monique Rouvière, Marcelle Brès, Jean-François Pantel
- Guy Douchy, Louis Brès, Marc Toureilles (Pasteur Marc Toureilles)
- Jean-Pierre Nizet (Pasteur Jean-Pierre Nizet)
- Paulette Maneval, Robert Maneval, Amandine Gagnaire
- Michel Valla, Claudia Boittin, Nicolas Boittin
- Paul Argaud, Marcel Challaye, Robert Seraillet
- André Franchisse, Paulette Franchisse, Régis Valentin
- Laurent Valentin, Patrick Valentin, Régis Mounard
- Jean-Luc Rocheblone, Myriam Laurent